# Max pédicure
Pour plus de détails, voir Fiche technique et Distribution.
Max pédicure est un film français réalisé par Max Linder, sorti en 1914.

## Fiche technique
- Titre : Max pédicure
- Réalisation : Max Linder
- Scénario : Max Linder
- Société de production : Pathé Frères
- Pays d'origine :  France
- Format : Noir et blanc — Muet
- Genre : Comédie
- Dates de sortie : 
  -  France : 24 avril 1914

## Distribution
- Max Linder
- Gabrielle Lange
- Georges Gorby
- Lucy d'Orbel